# ズルフィヤ・チンシャンロ
- ズルフィヤ・チンシャンロ
- ズルフィア・チンシャンロ

ズルフィヤ・チンシャンロ（Zulfiya Chinshanlo、カザフ語: Зүлфия Салахарқызы Чиншанло、1993年7月25日 - ）は、カザフスタンの重量挙げ選手。中華人民共和国出身であり、中国名は趙 常玲（ちょう じょうれい、ジャオ・チャンリン）。
重量挙げ女子53kg級クリーン&ジャークの世界記録保持者であった。

## 経歴
中国湖南省永州市道県出身の回族。女子重量挙げ選手としての才能を見込まれ、中国の「狼育成計画」の一環として、2007年、14歳の時に湖南省重量挙げ管理センターよりカザフスタンへ、マイア・マネザ（中国名：姚麗）とともに渡らされる。カザフスタンに帰化し、世界選手権など各大会に出場。2009年の世界選手権53kg級で初優勝。

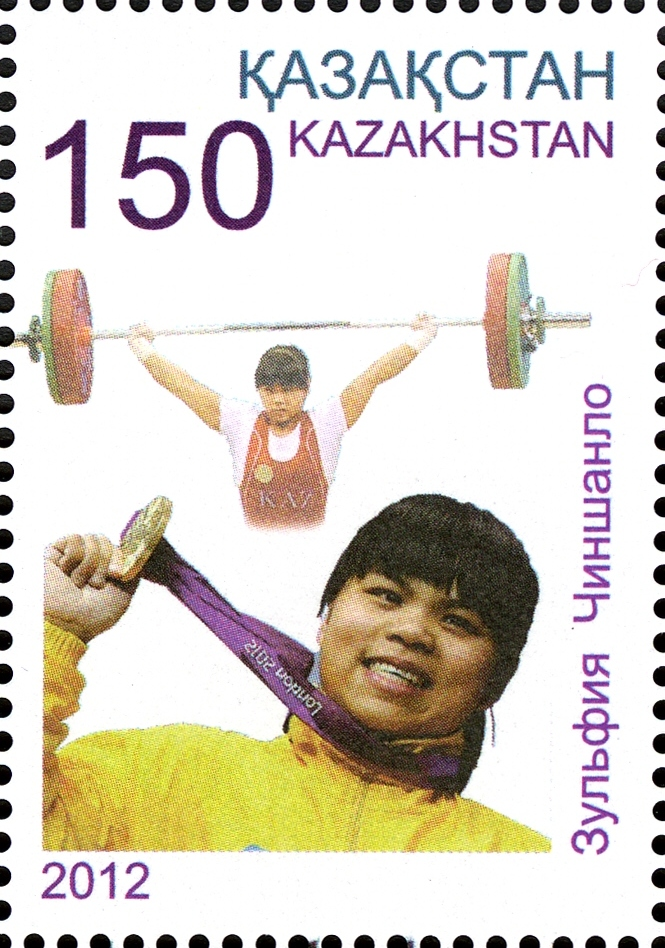
カザフスタンの切手になったチンシャンロ

2012年のロンドンオリンピックでは、女子ウエイトリフティング53kg級でオリンピック記録を塗り替えて金メダルを獲得する。IOCの登録ではカザフスタンのアルマトイ出身とされ、ロンドン滞在中には中国語が話せないふりをしていたが、同大会後に自身の出自が中国であることを明かし、同年10月、「契約が切れた」という理由で中国国籍を再取得を希望した。中国の「狼育成計画」を報じたメディアによると、契約期間は2007年9月20日から2012年9月15日までの5年間だったとされる。しかし、カザフスタン側はチンシャンロの国籍離脱を許さず、中国側も積極的ではなかったため、中国国籍復帰は実現しなかった。
2016年6月、ロンドンオリンピックでのドーピングテストで使用された検体から禁止薬物が検出されたため、同大会で獲得した金メダルを剥奪された。
2021年の東京オリンピックで、再度カザフスタン代表に選出。なお、このときもアルマトイ出身とされた。女子ウエイトリフティング55kg級に出場し、銅メダルを獲得した。